# Bársony Jenő
Bársony Jenő, 1906-ig Bornstein (Miskolc, 1894. május 12. – Budapest, 1969. július 5.) orvos, ginekológus, egyetemi tanár, az orvostudományok kandidátusa (1952).

## Élete
Bornstein Sámuel kereskedelmi ügynök és Hartman Teréz fia, izraelita vallású. A miskolci református főgimnáziumban érettségizett, majd felsőfokú tanulmányait a Budapesti Tudományegyetem orvosi karán végezte, ahol 1918-ban szerezte meg oklevelét. Az első világháború idején a 65-ös gyalogezredhez vonult be, s helytállásáért több kitüntetést kapott. 1918 és 1930 között a budapesti Bakáts téri Női Kórház nőgyógyászatán dolgozott Frigyesi József egyetemi tanár mellett. 1926-ban szülész-nőgyógyász szakvizsgát tett. 1930-tól a Pesti Izraelita Hitközség Szabolcs utcai Kórházának nőgyógyászati osztályán rendelő főorvos, 1934-től 1948-ig osztályvezető főorvos volt. 1946-ban a terhesség kórtana tárgykörben magántanári képesítést szerzett és ettől az évtől a Pázmány Péter Tudományegyetem, illetve a Budapesti Orvostudományi Egyetem magántanáraként is működött. 1948 és 1962 között egyetemi docens volt. 1962-től haláláig az Orvostovábbképző Intézet II. számú Szülészeti és Nőgyógyászati Tanszékének tanszékvezető egyetemi tanáraként dolgozott. 1959 és 1969 között az Egészségügyi Tudományos Tanács Szülészeti-Nőgyógyászati Bizottságának elnöke volt. Alapító elnöke volt az 1965-ben megalakult Magyar Nőorvosok Társaságának és dísztagja a Budapesti Izraelita Hitközség képviselőtestületének.
A női ivarműködés, illetve a petefészek-működés zavarainak vizsgálatával foglalkozott. Jelentős eredményeket ért el a méhnyak és a méhfüggelékek rosszindulatú daganatainak műtéti megoldása terén. Magyarországon az elsők között vizsgálta a változó kor speciális nőgyógyászati problémáit.
A Kozma utcai izraelita temetőben nyugszik (5B-6-3).

## Magánélete
Első felesége Neufeld Olga volt, Neufeld Jakab és Kardos Lujza lánya, akivel 1931. szeptember 20-án Budapesten kötött házasságot, ám egy évvel később elváltak Második házastársa Lehotzki Lívia (1909–1992)

## Főbb művei
- A méhfüggelékek endometriosisáról (Budapest, 1935)
- A méhnyak hüvelyi részének leukoplakiájáról (Budapest, 1936)
- A női ivarmirigy- működés aktuális állapotának vizsgálatára irányuló kísérletek (Magyar Nőorvosok Lapja, 1938)
- A petefészek-működés elégtelenségének gyógyítására irányuló újabb törekvések (Magyar Nőorvosok Lapja, 1953)
- A változás kora és kezelése (A gyakorló orvos könyvtára, Budapest, 1955)
- Oestrogenek és daganatképzés (Magyar Nőorvosok Lapja, 1956)
- Obesitas és terhesség (Magyar Nőorvosok Lapja, 1957)
- A terhesség szövődése belgyógyászati betegségekkel. Többekkel. (A gyakorló orvos könyvtára. Budapest, 1962., kiadás: 1965)
- Főbb irányelvek a veszélyeztetett terhesek fokozottabb gondozásához. Többekkel. (Budapest, 1964)
- A hüvelyi méhkiirtás javallatának kérdése és eredményei 1237 eset tapasztalata alapján. Radnóti Gáborral. (Magyar Nőorvosok Lapja, 1965)
- A köldökzsinór-rendellenesség szerepe a korszerű szülésvezetésben (Magyar Nőorvosok Lapja, 1966)

## Díjai, elismerései
- Bronz Vitézségi Érem
- Munka Érdemrend (1962)
- Munka Érdemrend arany fokozata (1969)